# Dengelstein

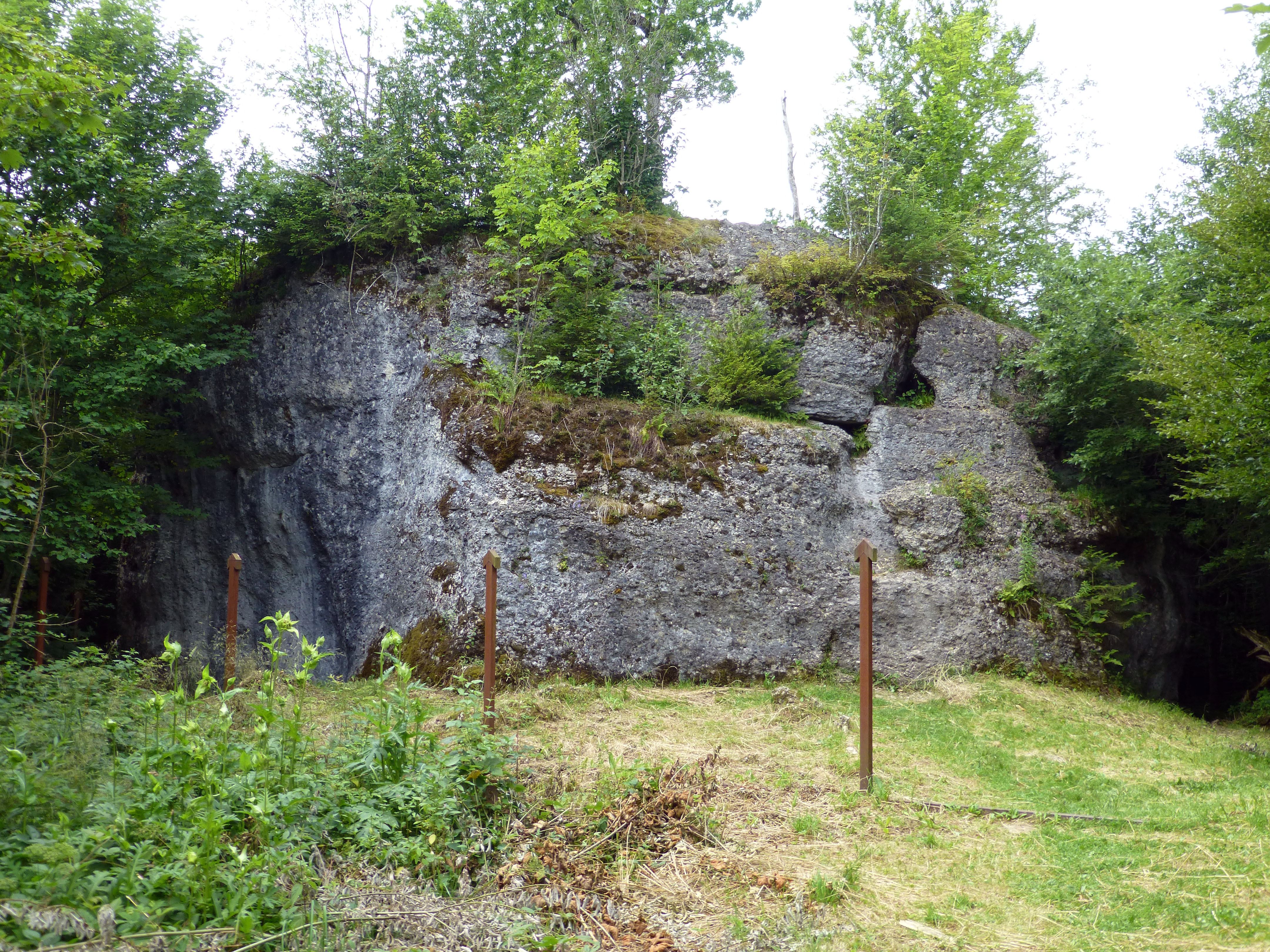
Der Dengelstein

Plan mit Wall, Graben und Kunstwerk

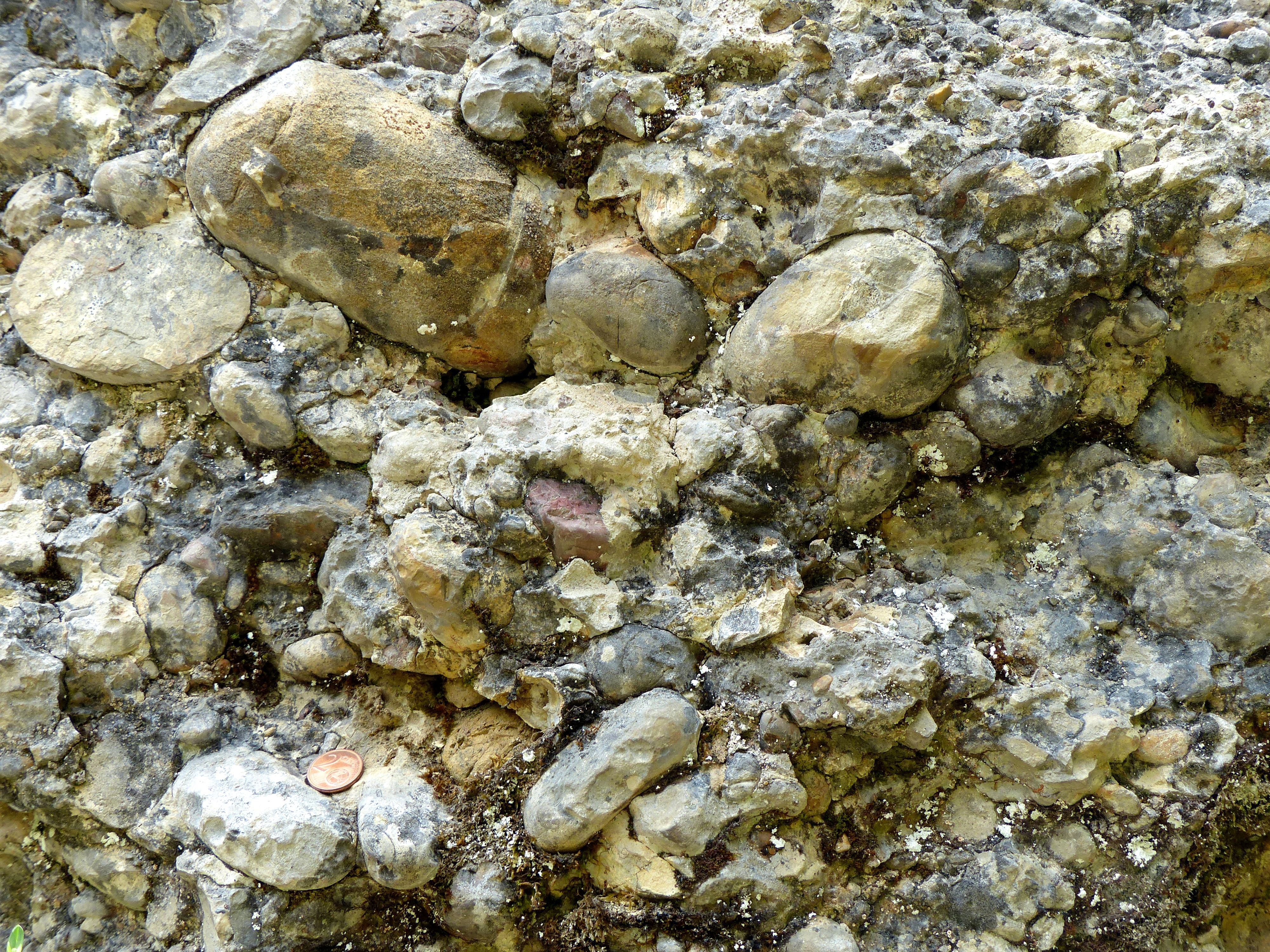
Konglomerat vom Dengelstein

Der Dengelstein (auch: Denkelstein) bildet mit anderen Findlingen ein Findlingsfeld im Kempter Wald. Im Gegensatz zur Mehrzahl der anderen Steinblöcke liegt der Dengelstein schon außerhalb des gemeindefreien Gebiets im Bereich der Gemeinde Durach.
Nachdem der erratische Block im Allgäuer Markt Weiler-Simmerberg im 18./19. Jahrhundert fast vollständig abgebaut wurde, sind die hier genannten Findlinge die größten Deutschlands.

## Beschreibung
Der Dengelstein gehört mit einer Höhe von über 8 Metern, einem Volumen von ca. 1400 Kubikmetern und einem Gewicht von 3700 Tonnen zu den größten noch erhaltenen Findlingen des Kemptner Waldes. Er wurde während des Hochglazials vor etwa 18.000 Jahren durch den Illergletscher vermutlich vom Rottachberg bis hierher in das Alpenvorland transportiert.
Er besteht aus tertiärem Konglomerat aus den Kojenschichten. Er ist jedoch nur ein Findling unter Tausenden, die zwischen Rottachberg und Kraftisried im Allgäu die größte bekannte Findlingsverteilung der nördlichen Ostalpen bilden.
Zu Zeiten der Kelten sollen am Dengelstein Pferde im Feuer geopfert worden sein, wodurch der Dengelstein auch als prähistorische Kultstätte bedeutend ist. Der Landstrich um den Dengelstein trug zu alamannischer Zeit den Namen Keltenstein.
Um den Dengelstein ranken sich einige Sagen. So soll der Teufel seine Sense am Dengelstein dengeln, wenn den Menschen Böses bevorstehe. Eine andere Sage erzählt, die boshafte Frau eines Bauern sei in dem Stein gefangen und müsse dort ihre Sense dengeln. Beide Sagen lassen sich vollständig auf Schautafeln in der Nähe des Steins nachlesen.
Bei der eisernen Konstruktion um den Dengelstein handelt es sich um ein Kunstwerk aus dem Jahr 1997.
Die Sage des Dengelsteins kommt im zweiten Band der Romanreihe Kommissar Kluftinger vor.

## Zugang
Der Dengelstein ist frei zugänglich. Der Fußweg von der Ortschaft Betzenried beträgt etwa 1,5 km.

## Geotop
Der Findling ist vom Bayerischen Landesamt für Umwelt als Geotop 780R018 ausgewiesen. Das Geotop gehört auch zu den 100 Schönsten Geotopen Bayerns. Siehe hierzu auch die Liste der Geotope im Landkreis Oberallgäu.

## Findlingsfeld
Untersuchungen haben ergeben, dass der Dengelstein, obwohl der mit Abstand bekannteste der Findlinge im Gebiet des Kempter Waldes, nur der viertgrößte des hier abgelagerten Findlingsfeldes ist.

Größer als er sind:
- Der „Stein“ (Lage: ⊙) beim Weiler Stein, – in vier Teile zerlegt, ursprünglich wohl ca. 25 × 20 × 11 m, ca. 3300 m³ (8580 t)[1]
- Der „Baltenstein“ (Lage: ⊙) bei Betzigau, – in drei Teile zerlegt, ursprünglich wohl ca. 23 × 15 × 11 m, ca. 2277 m³ (5920 t)[1]
- Der „Beilstein“ („Beichelstein“) (Lage: ⊙) bei Görisried, – zwei Steine, der größere ca. 20 × 15 × 11 m, ca. 1980 m³ (5148 t)[1]

Das Bersten der Blöcke wird auf natürliche Ursachen während der Gletscherschmelze zurückgeführt.